# Khamtam
König Khamtam (voller Name Samdat Brhat-Anya Chao Kama Dharmasara, auch Kham-Tam Sa, englische Umschrift auch Khamtum; * 14. Jahrhundert; † 1432/1433 in Pak Huei Luang) war im Jahr 1432 für kurze Zeit König des in Thronwirren verstrickten Reiches Lan Chang im heutigen Laos. Er gehörte zur Dynastie Khun Lo.

## Leben
Khamtam war der Sohn von König Samsaenthai (reg. 1372–1416/17) und dessen vierter Frau, Chao Nang Keava Sridha. Er wurde im Palast erzogen und unterrichtet. Er regierte zunächst als Gouverneur die Provinz Mueang Pak Huei Luang, weshalb er den Titel Brhat-Anya Pak Huei Luang erhielt.
1432 folgte Khamtam dem König Konekham auf den Thron, floh aber aus Angst um sein Leben bereits nach fünf Monaten und zog sich nach Pak Huei Luang zurück. Dort starb er innerhalb eines Jahres. Er hinterließ einen Sohn, Mui Ton-Kham. Sein Nachfolger war Lue Sai (reg. 1432–1433).